# Mirjam Ott
Mirjam Ott (ur. 27 stycznia 1972 w Bernie) – szwajcarska curlerka, dwukrotna wicemistrzyni olimpijska. W curling zaczęła grać w 1982. W 2014 zakończyła aktywne uprawianie sportu na rzecz kariery trenerskiej, reprezentowała Davos Curling Club. Mieszka w Zurychu i Laax, uprawia również narciarstwo i łyżwiarstwo.

## Kariera
Ott jako pierwsza osoba zdobyła dwa medale olimpijskie w curlingu. Było to w roku 2002 gdy na Zimowych Igrzyskach Olimpijskich w Salt Lake City wywalczyła srebrny medal, grała wtedy na pozycji trzeciej a kapitanem była Luzia Ebnöther. W roku 2006 Ott również zdobyła srebrny medal na ZIO, tym razem grając już jako kapitan.
Podczas Zimowych Igrzyskach Olimpijskich 2010 Ott także reprezentowała swój kraj. Turniej zaczęła od trzech porażek z najgroźniejszymi rywalkami Kanadyjkami (Cheryl Bernard), Chinkami (Wang Bingyu) i Szwedkami (Anette Norberg), później to wraz z tymi krajami awansowała do fazy play-off. W półfinale zmierzyła się z Kanadą, mecz ten zakończył się wynikiem 5:6, Ott mogła doprowadzić do dogrywki jednak w ostatnim wybiciu nie pozostawiła swojego kamienia w domu. W meczu o brąz z Chinkami Szwajcarki przegrały 6:12. Spotkanie poddały po 8. endzie, kiedy kamień Ott nie dotarł do pola punktowego i przeciwniczki przejęły partię 4 punktami.
W Mistrzostwach Świata 2012 zdobyła złote medale, w półfinale zwyciężyła nad Koreankami (Kim Ji-sun) a w finale nad Szwedkami (Margaretha Sigfridsson). Brała udział również w turnieju olimpijskim w Soczi. Szwajcarki awansowały do fazy finałowej, przegrały w niej jednak mecze przeciwko Szwecji (Margaretha Sigfridsson) i Wielkiej Brytanii (Eve Muirhead) i podobnie jak przed czterema laty zajęły 4. miejsce.
Po ZIO 2014 i siedmiu latach wspólnej gry, drużyna Mirjam Ott rozpadła się. 

## Drużyna
|           | Czwarta        | Trzecia               | Druga               | Otwierająca                         |
| --------- | -------------- | --------------------- | ------------------- | ----------------------------------- |
| 2009/2014 | Mirjam Ott     | Carmen Schäfer        | Carmen Küng         | Janine Greiner                      |
| 2007/2009 | Mirjam Ott     | Carmen Schäfer        | Valeria Spälty      | Janine Greiner                      |
| 2006/2007 | Mirjam Ott     | Binia Feltscher-Beeli | Valeria Spälty      | Janine Greiner                      |
| 2005/2006 | Mirjam Ott     | Binia Feltscher-Beeli | Valeria Spälty      | Michèle Moser                       |
| 2004/2005 | Mirjam Ott     | Binia Feltscher-Beeli | Brigitte Schori     | Michèle Moser                       |
| 2001/2002 | Luzia Ebnöther | Mirjam Ott            | Tanya Frei          | Nadia Röthlisberger Laurence Bidaud |
| MŚ 1997   | Mirjam Ott     | Manuela Kormann       | Franziska von Känel | Caroline Balz                       |
| ME 1996   | Mirjam Ott     | Marianne Flotron      | Franziska von Känel | Caroline Balz                       |

## Wyniki
| Rok  | Impreza              | Miejsce | Pozycja |
| ---- | -------------------- | ------- | ------- |
| 1996 | Mistrzostwa Europy   | 1       | 4 (S)   |
| 1997 | Mistrzostwa Świata   | 8       | 4 (S)   |
| 2001 | Mistrzostwa Europy   | 3       | 3       |
| 2002 | Igrzyska Olimpijskie | 2       | 3       |
| 2004 | Mistrzostwa Europy   | 2       | 4 (S)   |
| 2005 | Mistrzostwa Świata   | 8       | 4 (S)   |
|      | Mistrzostwa Europy   | 2       | 4 (S)   |
| 2006 | Igrzyska Olimpijskie | 2       | 4 (S)   |
|      | Mistrzostwa Europy   | 3       | 4 (S)   |
| 2007 | Mistrzostwa Świata   | 5       | R (8)   |
|      | Mistrzostwa Europy   | 4       | 4 (S)   |
| 2008 | Mistrzostwa Świata   | 3       | 4 (S)   |
|      | Mistrzostwa Europy   | 1       | 4 (S)   |
| 2009 | Mistrzostwa Świata   | 5       | 4 (S)   |
|      | Mistrzostwa Europy   | 2       | 4 (S)   |
| 2010 | Igrzyska Olimpijskie | 4       | 4 (S)   |
|      | Mistrzostwa Europy   | 3       | 4 (S)   |
| 2011 | Mistrzostwa Świata   | 5       | 4 (S)   |
| 2012 | Mistrzostwa Świata   | 1       | 4 (S)   |
|      | Mistrzostwa Europy   | 5       | 4 (S)   |
| 2013 | Mistrzostwa Europy   | 3       | 4 (S)   |
| 2014 | Igrzyska Olimpijskie | 4       | 4 (S)   |

## Wielki Szlem
| Turniej                | 2007/2008 | 2008/2009 | 2009/2010 | 2010/2011 | 2011/2012 | 2012/2013 | 2013/2014 |
| ---------------------- | --------- | --------- | --------- | --------- | --------- | --------- | --------- |
| Autumn Gold            | SF        | A         | x         | A         | A         | A         | A         |
| Manitoba Lotteries     | A         | A         | x         | A         | A         | A         | x         |
| Colonial Square        | ?*        | ?*        | ?*        | ?*        | A*        | x         | A         |
| Masters                | ?*        | A*        | ?*        | A*        | A*        | x         | SF        |
| Players’ Championships | A         | A         | A         | x         | A         | x         | A         |

| —  | = turniej nie odbył się                     |
| A  | = nie uczestniczyła                         |
| x  | = nie zakwalifikowała się do fazy finałowej |
| QF | = ćwierćfinał                               |
| SF | = półfinał                                  |
| F  | = finał                                     |
| W  | = zwycięstwo                                |